# Allobates pittieri
Allobates pittieri е вид земноводно от семейство Aromobatidae. Видът е незастрашен от изчезване.

## Разпространение
Разпространен е във Венецуела.

## Описание
Популацията на вида е стабилна.